# Suncheon
Suncheon (Hán Việt: Thuận Thiên) là một thành phố thuộc tỉnh Jeolla Nam tại Hàn Quốc. Đây là một thành phố có cảnh quan nông-công nghiệp với khoảng 250.000 cư dân gần vịnh Suncheon. Thành phố nằm ở phía đông nam của tỉnh Jeolla Nam, mất khoàng trên một giờ đi xe từ Gwangju. Khoảng 40 phút lái xe về phía nam Suncheon là thành phố cảng Yeosu, và 20 phút di xe về phía đông là Gwangyang.
Thành phố đang phát triển mạnh do là một phần của Khu kinh tế Mở Vịnh Gwangyang, một trong ba khu kinh tế mở mới dược thành lập tại Hàn Quốc. Năm 2007 một kế hoạch trưng cầu dân ý về việc ba thành phố Yeosu, Suncheon và Gwangyang hợp nhất thành một đô thị đã được đưa ra, theo sau việc thành lập khu kinh tế mở.
Ở đây còn có trường quay Suncheon với diện tích 70.000m2, là nơi dwjng bối cảnh của những bộ phim cổ trang Hàn Quốc, như bộ phim cổ trang đình đám Mặt Trăng Ôm Mặt Trời, những ngôi nhà ở đây được xây dựng theo kiến trúc mô phỏng Triều đại Chosun.

## Khí hậu
| Dữ liệu khí hậu của Suncheon             | Dữ liệu khí hậu của Suncheon | Dữ liệu khí hậu của Suncheon | Dữ liệu khí hậu của Suncheon | Dữ liệu khí hậu của Suncheon | Dữ liệu khí hậu của Suncheon | Dữ liệu khí hậu của Suncheon | Dữ liệu khí hậu của Suncheon | Dữ liệu khí hậu của Suncheon | Dữ liệu khí hậu của Suncheon | Dữ liệu khí hậu của Suncheon | Dữ liệu khí hậu của Suncheon | Dữ liệu khí hậu của Suncheon | Dữ liệu khí hậu của Suncheon |
| Tháng                                    | 1                            | 2                            | 3                            | 4                            | 5                            | 6                            | 7                            | 8                            | 9                            | 10                           | 11                           | 12                           | Năm                          |
| ---------------------------------------- | ---------------------------- | ---------------------------- | ---------------------------- | ---------------------------- | ---------------------------- | ---------------------------- | ---------------------------- | ---------------------------- | ---------------------------- | ---------------------------- | ---------------------------- | ---------------------------- | ---------------------------- |
| Trung bình ngày tối đa °C (°F)           | 5.8 (42.4)                   | 8.4 (47.1)                   | 13.5 (56.3)                  | 20.1 (68.2)                  | 24.5 (76.1)                  | 27.6 (81.7)                  | 29.8 (85.6)                  | 30.8 (87.4)                  | 27.1 (80.8)                  | 22.1 (71.8)                  | 14.9 (58.8)                  | 8.5 (47.3)                   | 19.4 (66.9)                  |
| Trung bình ngày °C (°F)                  | −0.4 (31.3)                  | 1.6 (34.9)                   | 6.2 (43.2)                   | 12.2 (54.0)                  | 17.1 (62.8)                  | 21.4 (70.5)                  | 24.9 (76.8)                  | 25.2 (77.4)                  | 20.5 (68.9)                  | 13.9 (57.0)                  | 7.3 (45.1)                   | 1.6 (34.9)                   | 12.6 (54.7)                  |
| Tối thiểu trung bình ngày °C (°F)        | −5.3 (22.5)                  | −3.9 (25.0)                  | 0.0 (32.0)                   | 5.0 (41.0)                   | 10.7 (51.3)                  | 16.4 (61.5)                  | 21.2 (70.2)                  | 21.4 (70.5)                  | 16.1 (61.0)                  | 8.3 (46.9)                   | 1.8 (35.2)                   | −3.5 (25.7)                  | 7.3 (45.1)                   |
| Lượng Giáng thủy trung bình mm (inches)  | 32.0 (1.26)                  | 45.9 (1.81)                  | 66.3 (2.61)                  | 92.2 (3.63)                  | 115.3 (4.54)                 | 211.1 (8.31)                 | 337.3 (13.28)                | 326.9 (12.87)                | 179.9 (7.08)                 | 50.9 (2.00)                  | 48.2 (1.90)                  | 25.5 (1.00)                  | 1.531,3 (60.29)              |
| Số ngày giáng thủy trung bình (≥ 0.1 mm) | 8.0                          | 7.9                          | 9.0                          | 8.7                          | 9.2                          | 10.3                         | 15.1                         | 14.0                         | 9.1                          | 5.9                          | 7.7                          | 7.8                          | 112.7                        |
| Độ ẩm tương đối trung bình (%)           | 68.4                         | 65.3                         | 63.4                         | 63.8                         | 68.2                         | 72.7                         | 78.5                         | 78.6                         | 77.3                         | 74.0                         | 72.3                         | 70.9                         | 71.1                         |
| Số giờ nắng trung bình tháng             | 149.2                        | 154.5                        | 182.9                        | 200.4                        | 205.4                        | 158.8                        | 137.7                        | 156.8                        | 148.7                        | 170.9                        | 140.5                        | 139.0                        | 1.944,9                      |
| Nguồn:                                   |                              |                              |                              |                              |                              |                              |                              |                              |                              |                              |                              |                              |                              |

## Thành phố kết nghĩa
Columbia, MO, Hoa Kỳ
 Jinju, Hàn Quốc
Quan hệ hữu nghị
 Ninh Ba, Trung Quốc
 Đan Đông, Trung Quốc
 Nantes, Pháp